# (1107) Lictoria
(1107) Lictoria est un astéroïde de la ceinture principale, découvert le 30 mars 1929 par l'astronome italien Luigi Volta depuis l'observatoire astronomique de Turin. Il est cependant découvert indépendamment le 17 mars 1929 par Karl Wilhelm Reinmuth depuis l'observatoire du Königstuhl.
Sa dénomination provisoire était 1929 FB.
Son nom est une référence au fascio, ou fasces (en latin: fasces lictoriae), symbole utilisé par le Parti national fasciste.